# NGC 6079
NGC 6079 (również IC 1200, PGC 56946 lub UGC 10206) – galaktyka eliptyczna (E), znajdująca się w gwiazdozbiorze Smoka. Odkrył ją William Herschel 6 maja 1791 roku.